# Corrente elétrica nominal
Corrente elétrica nominal é a corrente elétrica, normalmente expressa em ampères (A) ou quiloampères (kA), que será observada (ou medida) em um determinado aparelho, quando este estiver operando adequadamente. Este parâmetro é definido pelo fabricante do equipamento.
Também é utilizada para expressar a capacidade máxima de um determinado aparelho, sendo portanto um limite de corrente elétrica que pode ser exigido do equipamento sem que este seja danificado.
Sendo a tensão nominal dos equipamentos eléctricos normalmente constante, a corrente é usada como um parâmetro indicativo da potência que está sendo desenvolvida ou exigida do mesmo. É comum usar a medida da corrente para esse fim por ser mais facilmente medida do que a potência.
Corrente nominal no âmbito de máquinas electricas
É o valor de intensidade de corrente cuja existência é prevista no cálculo de uma dada máquina e que, depois de construída, se verificou poder suportar sem que se ponha em perigo a sua conservação. Esta verificação é feita pelos ensaios de aquecimento previstos nas normas de fabrico da máquina.